# آرثر ويليام سيدني هيرنغتون
آرثر ويليام سيدني هيرنغتون (بالإنجليزية: Arthur William Sidney Herrington)‏ هو شخصية أعمال ومهندس أمريكي، ولد في 30 مارس 1891، وتوفي في 6 سبتمبر 1970.

## وصلات خارجية
- آرثر ويليام سيدني هيرنغتون على موقع الموسوعة البريطانية (الإنجليزية)